# Scopula submutataria
Scopula submutataria là một loài bướm đêm trong họ Geometridae.